# Свети Никола (Лажани)
Вижте пояснителната страница за други значения на Свети Никола.
„Свети Никола“ (на македонска литературна норма: „Свети Никола“) е православна църква в прилепското село Лажани, Северна Македония. Църквата е под управлението на Преспанско-Пелагонийската епархия на Македонската православна църква.
Църквата е издигната в 1987 – 1989 година. Дарители на храма са жителите на Дебреще, Пещалево, Средорек, Секирци, Маргари, Ропотово, Кошино, Кривогащани, Селце, Белица, Костенци, Долгаец, като значителен принос имат Ж. Талески от Саждево и Р. Димоски от Църнилище. Църквата има дървен резбован иконостас, дело на охридските резбари Никола Пляковски и Цветан Николовски.
Църквата е осветена на 7 май 1989 година от митрополит Петър Охридско-Битолски.